# Retorta
Retorta ist ein Ort und eine ehemalige Gemeinde (Freguesia) im Nordwesten Portugals.

## Geschichte
Eine Reihe Funde belegen eine hier bestandene römische Siedlung, insbesondere die Glas-Funde an der Gemeindeortschaft Crasto.
Als Santa Marinha de Retorta war der Ort spätestens seit 1587 Sitz einer eigenständigen Gemeinde. Diese gehörte zum Kreis Maia, bis zum Jahr 1836. Seither ist Retorta dem Kreis Vila do Conde angegliedert.
Mit der Gemeindereform 2013 wurde die eigenständige Gemeinde Retorta aufgelöst und mit Tougues zur neuen Gemeinde Retorta e Tougues zusammengeschlossen.

## Verwaltung
Retorta war Sitz einer eigenständigen Gemeinde (Freguesia) im Kreis (Concelho) von Vila do Conde im Distrikt Porto. Sie hatte eine Fläche von 3,2 km² und 1167 Einwohner (Stand 30. Juni 2011).
Im Zuge der Gebietsreform zum 29. September 2013 wurden die Gemeinden Retorta und Tougues zur neuen Gemeinde União das Freguesias de Retorta e Tougues zusammengeschlossen. Retorta wurde Sitz dieser neu gebildeten Gemeinde.